# Chlidones insignicollis
Chlidones insignicollis é uma espécie de cerambicídeo, endêmica de Madagáscar.

## Taxonomia
Em 1897, Faimaire descreveu a espécie baseando-se em um exemplar encontrado em Toamasina.